# パルティせと
パルティせとは、愛知県瀬戸市栄町45にある複合施設。施設名は公募によるものであり、パルティはフランス語のpartir（パルティール : 出発する・発信する）に由来している。建物の設計は黒川紀章都市建築設計事務所。

## 歴史
名鉄瀬戸線 尾張瀬戸駅に隣接している。1997年（平成9年）には2005年日本国際博覧会（愛知万博）を瀬戸市の海上の森で開催することが決定したため、瀬戸市は「せと・まるっとミュージアム構想」を提唱し、市内の施設の近代化を計画した。尾張瀬戸駅は大正時代に建設されて老朽化した駅舎を使用していたため、瀬戸市は10階建以上の高層駅ビルへの建て替えを計画した。その後万博のメイン会場が長久手町（現在の長久手市）の愛知青少年公園（現在の愛・地球博記念公園（通称：モリコロパーク））に移ったため、駅ビルは6階建に規模を縮小し、万博の開幕約1カ月前となる2005年（平成17年）2月19日にパルティせとが開館した。パルティせとの開館前の2001年（平成13年）には尾張瀬戸駅が移転して駅舎も新築され、パルティせとと同時期には瀬戸蔵が開館している。
「せと・まるっとミュージアム構想」では、パルティせと、駅舎の新築、瀬戸蔵などのほかに、「陶の路」の整備、幹線道路や瀬戸川の整備事業などが一体的に行われた。
1・2・6階が商業施設、3 - 5階が公共施設の複合施設である。情報ライブラリーは瀬戸市立図書館の分室という位置づけである。

## 施設案内
- 1F - コンビニ、カフェ、食料品店、旅行会社、コミュニティFM局（RADIO SANQ）、市民サービスセンターなど。
- 2F - 語学学校、学習塾、歯科医院など。
- 3F - 市民交流センター、市民活動センター、瀬戸市国際センター、情報ライブラリー、学びキャンパスせと、大学コンソーシアムせとなど。
- 4F - 会議室・学習室・マルチメディアルームなど。
- 5F - アリーナ、フィットネスジム。
- 6F - ラウンジ。

## アクセス
- 名鉄瀬戸線 尾張瀬戸駅から徒歩ですぐ。